# 大分市立横瀬小学校
大分市立横瀬小学校（おおいたしりつ よこせしょうがっこう）は、大分県大分市大字横瀬にある市立小学校。

## 沿革
大分市稙田（わさだ）支所（1963年まで大分郡大分町）管内の小学校は長らく東稙田小学校・稙田小学校・賀来（かく）小学校の3校であったが、郊外の住宅団地（1戸建主体）の開発で稙田小学校からの分離が相次いだ。横瀬小学校は大分県下で1戸建主体では最大の富士見が丘ニュータウンの開発のために作られた小学校である（集合住宅主体で大分県最大の住宅団地は明野（あけの）団地）。
1977年（昭和52年）4月1日大分市立稙田小学校から分離し、開校。その後富士見が丘の隣に緑が丘団地が開発されたため、児童数が急増。増築やプレハブ教室が相次いだ（大分市立横瀬西小学校を参照）。横瀬西小学校分離までの数年は始業式などで｢県下最大の大分市立横瀬小学校では･･･｣とローカルニュースで放送されるのが恒例であった。1988年（昭和63年）4月1日、大分市立横瀬西小学校を分離。

## 通学区域
横瀬の一部、田原の一部、富士見が丘東一丁目～五丁目、富士見が丘西一丁目～四丁目
- 全通学区域が大分市立稙田西中学校の通学区域に含まれる。

## 交通
最寄の鉄道駅はない。児童の殆どが徒歩で登校、教員の殆どが自家用車で通勤する。

## 統廃合
横瀬西小学校は児童数減少後は横瀬小学校に統合、横瀬西小学校校舎は特別養護老人ホームなどに転用される予定であった。しかし由布市との境、鬼崎（おにざき・現在は横瀬西小学校）から横瀬小学校まで徒歩で1時間以上かかることから見送られている。